# Gentil dos Santos
Gentil dos Santos (nascido em 19 de maio de 1898, data de falecimento desconhecida) foi um velocista português. Ele competiu nos 100 metros masculinos e nos 200 metros masculinos nos Jogos Olímpicos de Verão de 1924.